# Józef Meissner
Józef Meissner (ur. 1902 w Łodzi, zm. 1977) – polski specjalista w dziedzinie włókiennictwa, profesor Politechniki Łódzkiej.
W 1920 r. ukończył Państwowe Gimnazjum im. Mikołaja Kopernika w Łodzi. Studia na Wydziale Chemicznym Politechniki Warszawskiej ukończył w 1926 roku, uzyskując dyplom magistra inżyniera w Katedrze Wielkiego Przemysłu Organicznego i Farbiarstwa pod kierunkiem prof. Józefa Szczęsnego Turskiego. Następnie kontynuował studia specjalistyczne w zakresie kolorystyki włókienniczej oraz analizy barwników w Wyższej Szkole Chemicznej w Miluzie we Francji. w 1956 roku został mianowany docentem. w roku 1964 uzyskał tytuł profesora nadzwyczajnego.
W 1947 roku rozpoczął pracę na Wydziale Chemicznym Politechnice Łódzkiej. Od 1949 roku związany był z Wydziałem Włókienniczym, gdzie zorganizował Katedrę Wykończalnictwa i pełnił funkcję jej kierownika w latach 1949–1970. W latach 1948–1952 był prodziekanem, a następnie w latach 1952–1953 dziekanem Wydziału Włókienniczego.
W latach 1950–1951 był dziekanem Wydziału Włókienniczego Wieczorowej Szkoły Inżynierskiej w Łodzi, a w latach 1953–1955 rektorem tej uczelni. W latach 1970–1972, tj. do chwili przejścia na emeryturę, był zastępcą dyrektora Instytutu Fizyki Włókna i Chemicznej Obróbki Włókna na Wydziale Włókienniczym.
Pracował w wielu zakładach oraz jednostkach badawczo-rozwojowych przemysłu włókienniczego prowadząc współpracę z przemysłem, która przejawiała się m.in. w aktywnej, wieloletniej działalności w Międzynarodowej Komisji Przemysłu Lekkiego ds. Barwników i Chemicznych Środków Pomocniczych. W latach 1949—1966 pełnił funkcję dyrektora ds. naukowo-badawczych w Instytucie Włókiennictwa. W latach 1965–1974 był przewodniczącym Zarządu Polskiego Komitetu Kolorystyki.
Był autorem dwóch oraz współautorem pięciu podręczników i czterech skryptów akademickich oraz licznych publikacji z zakresu wykończalnictwa tekstyliów. Wypromował 5 doktorów.